# دهستان گودرزی
دهستان گودرزی یکی از دهستان های بخش اشترینان از توابع شهرستان بروجرد است. ساکنان این دهستان بیشتر از طایفه گودرزی هستند و با لری سیلاخوری گفتگو می‌کنند.